# جین روجرو
جین روجرو (انگلیسی: Gene Ruggiero؛ ۲۰ ژوئن ۱۹۱۰ – ۱۹ فوریهٔ ۲۰۰۲) تدوین‌گر اهل ایالات متحده آمریکا بود. وی مدتی در جریان جنگ جهانی دوم در ارتش خدمت کرد.
وی در سال ۱۹۵۶ میلادی، بابت تدوین فیلم دور دنیا در هشتاد روز، برندهٔ جایزه اسکار بهترین تدوین شد.
از دیگر آثار او می‌توان به تدوین فیلم نینوچکا، اکلاهما! و شاهزاده دانشجو اشاره کرد.